# 마이클 펠프스
마이클 프레드 펠프스 2세(Michael Fred Phelps II, 1985년 6월 30일 ~ )는 미국의 수영 선수였다. 통산 28 개의 메달(2004년 아테네 올림픽에서 금메달 여섯 개, 동메달 두 개, 2008년 베이징 대회에서 금메달 여덟 개, 2012년 런던 올림픽에서 금메달 네 개, 은메달 두 개, 2016년 리우데자네이루 올림픽에서 금메달 다섯 개, 은메달 한 개)을 획득, 소비에트 연방의 라리사 라티니나의 18개를 넘어 최고 기록을 가지고 있다. 각각 8개의 메달 획득 기록은 단일 대회에서 한 선수가 가장 많은 메달을 딴 소비에트 연방의 체조 선수 알렉산드르 디트야틴(1980년 모스크바 올림픽)과 같다. 2009년 2월 기준으로 그는 각종 종목에서 최고기록을 37번 경신한 기록을 갖고 있다.

## 생애
펠프스는 미국 메릴랜드주 볼티모어에서 경찰인 아버지와 중학교 교장인 어머니 사이에서 태어났다. 7세였던 1992년 핍 과다행동장애(ADHD)를 치료하기 위해 수영을 시작했다. 처음에는 물에 얼굴을 담그지 못해 배영부터 배웠다. 북볼티모어 수영 클럽의 밥 보먼 코치와 11세 때 만나 그의 지도 아래 수영을 본격적으로 배우기 시작했다.

## 경력
그는 2000년 시드니 올림픽에 미국의 올림픽 대표 남자 수영 선수로는 68년 만에 최연소인 15세의 나이로 출전해 주목을 받았다. 비록 이때는 메달 획득에 실패했으나, 5개월 후 200미터 접영에서 세계 신기록을 세웠다. 당시 나이 15세 9개월었던 그는 이로써 남자 수영 최연소 세계 기록 작성자가 되었다. 후쿠오카에서 열린 세계 선수권 대회에서 자신이 세운 세계 기록을 다시 한 번 깨뜨렸다. 2002년 플로리다의 포트 로더데일에서는 400미터 개인혼영에서 세계 신기록을, 100미터 접영과 200미터 개인혼영에서 미국 신기록을 세웠다.
2003년에는 자신의 200미터와 400미터 개인혼영 세계 기록을 경신했다. 2004년 하계 올림픽 미국 선발전에서는 자신의 400미터 개인혼영 세계 기록을 다시한번 경신하였다.
2004년 아테네 올림픽에서는 펠프스가 1972년 하계 올림픽에서 금메달 7개를 딴 마크 스피츠의 기록을 깰 수 있을지가 최고 관심사였다. 200미터 자유형, 100미터 접영, 200미터 접영, 100미터 배영, 200미터 배영, 200미터 개인혼영, 400미터 개인혼영, 4×100미터 자유형 계영, 4×100미터 혼계영 등 8개 종목에 출전했기 때문이다. 그러나 4×100미터 자유형 계영(남아프리카 공화국팀 우승)에서 동메달에 그치고 200미터 자유형(이언 소프 우승)에서도 동메달에 그쳤다. 이전에 한 올림픽에서 8개의 메달을 따낸 기록은 모스크바 1980년 하계 올림픽에서 체조 선수 알렉산드르 디트야틴만이 세웠던 것이 유일하다.
2004년 11월 4일에는 음주 운전으로 체포되어 물의를 일으키기도 했다.
2008년 하계 올림픽 자유형 200m , 개인혼영 200m, 개인혼영 400m, 계영 4×100m, 계영 4×200m, 혼계영 4×100m, 접영 200m 결승전에서 모두 세계 신기록을 세우며 금메달을 획득하였으며, 접영 100m에서 올림픽 신기록을 세우며 역시 금메달을 수상하였다. 이로써 올림픽 수영 역사상 최초로 8관왕을 달성하였으며, 개인 통산 14개의 올림픽 금메달을 가져가게 되었다.
2009년 2월 1일에는 마리화나 흡입 파문으로 물의를 일으키기도 했다.
2012년 하계 올림픽 계영 4x200m, 개인혼영 200m, 접영 100m, 혼계영 4x100m에서 각각 금메달을 접영 200m, 계영 4x100,에서 각각 은메달을 차지, 6개의 메달을 추가하면서 4번의 올림픽을 거쳐 총 22개 메달을 획득해 옛 소련의 체조 선수였던 라리사 라티니나를 제치고 근대올림픽 116년 역사상 가장 많은 메달을 따낸 선수로 기록되었다.
2016년 하계 올림픽 2014년 은퇴를 번복하여 다시 출전한 2016 브라질 리우 데자이네루 올림픽에서 계영 4x100m, 접영 200m, 남자 4x200m , 개인혼영 200m, 혼계영 4x100m (올림픽 신기록)에서 각각 금메달을 남자 100m 접영에서 은메달을 추가하여 5번의 올림픽을 거쳐 총 28개의 메달을 획득하여 자신의 기존 올림픽 최다 메달 리스트 기록을 경신하였다. 그 후 그는 다시 은퇴하였다. 밥 보먼 코치는 펠프스를 '수백년에 한 번 나올까 말까 한 선수'로 치켜세웠다.

## 같이 보기
- 올림픽 다관왕 목록
- 수영 접영 100m 세계 기록 추이
- 수영 접영 200m 세계 기록 추이
- 수영 자유형 200m 세계 기록 추이
- 수영 개인혼영 200m 세계 기록 추이
- 수영 개인혼영 400m 세계 기록 추이
- 수영 계영 400m 세계 기록 추이
- 수영 계영 800m 세계 기록 추이
- 수영 혼계영 400m 세계 기록 추이